# Dian Wei
Dian Wei (160- Printemps 197) : (chinois traditionnel : 典韋, chinois simplifié : 典韦) fut un guerrier chinois et le garde du corps personnel du seigneur de guerre Cao Cao lors de la fin de la dynastie Han en Chine antique. 
Il devint célèbre pour son extraordinaire force physique, et ses deux hallebardes, pesant chacune quatre-vingts jin (environ 18 kg). Comme la plupart des personnalités de son époque, Dian Wei apparaît dans le roman Les Trois Royaumes de Luo Guanzhong.
Il était le meilleur ami de Xu Chu.

## Biographie

### Présentation
Dian Wei naît dans le district de Chenliu (陳留) dans la ville de Jiwu (己吾), correspondant au sud-ouest de l'actuelle ville de Kaifeng dans la province de Henan.
Son apparence est décrite comme étant monstrueuse et sa force surhumaine. Il est d'une grande détermination et se fait connaître pour sa personnalité chevaleresque.
Il se dit de lui qu'il est le plus puissant homme au monde et bien devant Zhang Fei, qui est lui-même l'un des plus puissants guerriers.

### Assassinat de Li Yong
Dian Wei commence sa carrière au service du clan Liu du district de Xiangyi (l'actuel district de Sui). Celui-ci menait une vendetta avec Li Yong de Suiyang (au sud de l'actuelle ville de Shangqiu). Li Yong était un homme extrêmement prudent, Dian Wei décida d'employer la ruse pour l'approcher. Il se rendit auprès de lui l'air de rien, avec un chariot rempli de volailles et de liqueurs. Lorsque les portes s'ouvrirent pour laisser passer Dian Wei, il sortit une dague et tua Li Yong et sa femme, semant la panique sur la place du marché qui était non loin de là. Dian Wei repartit en prenant un autre chariot, poursuivi par une centaine de personnes, mais aucune n'osant approcher de trop près. Après avoir parcouru quatre ou cinq li (environ deux kilomètres), Dian Wei rejoignit ses compagnons et attaqua ses poursuivants, les mettant en fuite. Cet exploit rendit Dian Wei célèbre en tant que héros chevaleresque.

### Service sous Zhang Miao et Xiahou Dun
Vers 191-192, Zhang Miao lèva une armée pour affronter le tyran Dong Zhuo. Dian Wei se porta volontaire pour la rejoindre et il fut enrôlé en tant que soldat sous les ordres du commandant Zhao Chong. Au cours d'une bataille, ce dernier se rendit compte de la force extraordinaire de Dian Wei lorsque celui-ci parvint à agiter une bannière que plusieurs hommes n'étaient pas parvenu à soulever.
Plus tard, en 192, Dian Wei rejoignit l'armée de Xiahou Dun, un général au service du seigneur de guerre Cao Cao. En récompense des nombreux ennemis qu'il tua sur le champ de bataille, Dian Wei est promu commandant (司馬).

### Bataille de Puyang
En 194, Cao Cao est aux prises avec Lü Bu à Puyang et la bataille tourne en sa défaveur. Alors que Cao Cao allait se trouver submergé, Dian Wei surgit avec quelques dizaines d'hommes, tous portant une double épaisseur de vêtements et d'armures, ayant jeté leurs boucliers et dressant lances et hallebardes. Dian Wei se précipita à la rescousse du flanc ouest, sans prendre garde aux pluies de flèches. Il hurla à ses hommes : « Prévenez-moi quand les ennemis seront à dix pas ! ». Ses hommes lui crièrent : « Ils sont à dix pas ! ». Dian Wei leur hurla : « Prévenez-moi quand ils seront à cinq pas ! » et ses hommes, affolés, lui répondirent : « L'ennemi est sur nous ! » À ce moment Dian Wei se saisit d'une dizaine de hallebardes qu'il dressa en hurlant en direction des soldats de l'armée de Lü Bu. Pas un des ennemis ne parvint à passer et toutes ses hallebardes restent dressées au cours de la bataille. Cao Cao parvint à renverser la situation, et Lü Bu dut battre en retraite. Il promut Dian Wei au grade de lieutenant (都尉) et fit de lui son garde du corps.

### Au service de Cao Cao
Au cours des batailles qui suivirent les campagnes de Cao Cao, Dian Wei montrait régulièrement ses prouesses ainsi que celles de l'escadron d'élite qu'il avait personnellement sélectionné si bien qu'il fut promu colonel (校尉).
Dian Wei passa alors pour un homme dévoué à ses tâches de garde du corps et extrêmement prudent et il n'était pas rare qu'il préférât dormir dans une tente près de celle de Cao Cao plutôt que de rentrer à ses quartiers personnels. Il passait également pour un bon buveur et un bon mangeur, avalant des bouchées doubles et buvant par généreuses gorgées, si bien qu'il lui fallut plusieurs hommes pour lui amener ses repas. Cao Cao offrit souvent des banquets en son honneur.

### Bataille du château de Wan
Au printemps 197, Cao Cao partit à la conquête de la province de Jing, et en arrivant à Wan (aujourd'hui Nanyang), poussa Zhang Xiu à la reddition. Heureux de sa victoire, Cao Cao organisa un grand banquet. Dian Wei fit forte impression sur Zhang Xiu et ses généraux en se tenant derrière Cao Cao, dressant une hache épaisse de plus d'un chi (environ 23 cm).
Cao Cao prend pour concubine la tante de Zhang Xiu, Zhou Ji, ce qui mit ce dernier en fureur. Il offrit également de l'or à Hu Che'er, un guerrier de Zhang Xiu qu'il admirait, ce qui rendit Zhang Xiu extrêmement méfiant, se demandant si Cao Cao ne vint pas de soudoyer un de ses gardes. Une dizaine de jours plus tard, Zhang Xiu se rebella et lança une attaque surprise contre le campement de Cao Cao. L'armée de Cao Cao fut dépassée par les événements et Cao Cao s'enfuit. Dian Wei garda alors la sortie du camp avec une dizaine d'hommes pour protéger la fuite de Cao Cao. Avec ses hallebardes, Dian Wei tua une dizaine d'hommes, malgré plusieurs dizaines de blessures qu'il reçut. Il attrapa deux ennemis qu'il tua les en serrant sous ses bras et poursuivit la bataille, si bien que plus aucun soldat de l'armée de Zhang Xui n'osait l'approcher. Il se lança alors sur eux et tua encore plusieurs hommes. Finalement, il poussa un grand cri et mourut de ses blessures. Aucun des soldats n'osa s'approcher pour prendre sa tête et l'escouade préféra rejoindre le reste de l'armée.
Lorsque Cao Cao apprit la mort de Dian Wei, il pleura abondamment et au cours des funérailles, le lamenta comme s'il était un parent. Le corps de Dian Wei fut renvoyé à Xiangyi pour l'enterrement. Lorsque Cao Cao passait dans la ville, il présentait ses respects à Dian Wei sur sa sépulture et lui offrait des sacrifices.
Le fils de Dian Wei, Dian Man, fut anobli par Cao Cao et reçut le rang de gentilhomme de la cour (郎中). Plus tard, il fut promu commandant, puis sous le règne de Cao Pi est promu lieutenant, avec le rang de marquis de Guannei.